# Microcos
Microcos L. é um género botânico pertencente à família Malvaceae.

## Espécies
- Microcos erythrocarpa
- Microcos globulifera
- Microcos laurifolia
- «Lista completa»

## Classificação do gênero
| Sistema | Classificação                      | Referência               |
| ------- | ---------------------------------- | ------------------------ |
| Linné   | Classe Polyandria, ordem Monogynia | Species plantarum (1753) |